# NGC 5264
NGC 5264 је галаксија у сазвежђу Хидра која се налази на NGC листи објеката дубоког неба.
Деклинација објекта је - 29° 54' 43" а ректасцензија 13h 41m 36,6s. Привидна величина (магнитуда) објекта NGC 5264 износи 12,0 а фотографска магнитуда 12,6. Налази се на удаљености од 4,350 милиона парсека од Сунца. NGC 5264 је још познат и под ознакама ESO 445-12, MCG -5-32-66, UGCA 370, DDO 242, AM 1383-293, PGC 48467.